# فرودگاه سیمور
فرودگاه سیمور (به انگلیسی: Seymour Airport) یک فرودگاه همگانی و نظامی با کد یاتا GPS است که یک باند فرود آسفالت دارد و طول باند آن ۲۴۰۱ متر است. این فرودگاه در کشور اکوادور قرار دارد و در ارتفاع ۶۳ متری از سطح دریا واقع شده‌است.

## شرکت‌های هواپیمایی و مقصدهای پروازی
| شرکت‌های هواپیمایی | مقصدهای پروازی                                |
| ----------------- | --------------------------------------------- |
| اویانکا اکوادور   | خوزه خواکین د اولمدو، نیو کیتو                |
| لان اکوادور       | خوزه خواکین د اولمدو، نیو کیتو                |
| TAME              | خوزه خواکین د اولمدو، نیو کیتو، سن کریستاوبال |